# Mandy McLane
Mandy McLane (* 9. Februar 1979 in Orlando) ist eine ehemalige US-amerikanische Triathletin.

## Werdegang
Mandy McLane betreibt Triathlon seit 2008, nachdem sie in ihrer Jugend im Schwimmsport aktiv war.
Im November 2010 gewann sie bei den Ironman 70.3 World Championships die Altersklasse der Frauen von 30 bis 34 Jahre (1,9 km Schwimmen, 90 km Radfahren und 21,1 km Laufen).
Seit 2011 startete Mandy McLane als Profi-Athletin.
2015 legte sie ein Babypause ein und tritt seitdem nicht mehr international in Erscheinung.
Sie ist verheiratet  und die beiden leben heute mit ihrem gemeinsamen Sohn  in Boulder.

## Sportliche Erfolge
| Datum/Jahr    | Rang | Wettbewerb                            | Austragungsort | Zeit     | Bemerkung                                                                                    |
| ------------- | ---- | ------------------------------------- | -------------- | -------- | -------------------------------------------------------------------------------------------- |
| 7. Sep. 2014  | 2    | Ironman 70.3 Muskoka                  | Huntsville     |          | Zweite hinter Alicia Kaye                                                                    |
| 27. Juli 2014 | 2    | Ironman 70.3 Calgary                  | Calgary        | 04:16:12 |                                                                                              |
| 27. Okt. 2013 | 3    | Ironman 70.3 Austin                   | Austin         |          |                                                                                              |
| 28. Juli 2013 | 3    | Ironman 70.3 Calgary                  | Calgary        | 04:14:11 |                                                                                              |
| 9. Juni 2013  | 3    | Ironman 70.3 Kansas                   | Lawrence       |          |                                                                                              |
| 19. Mai 2013  | 2    | Ironman 70.3 Florida                  | Orlando        | 04:19:10 |                                                                                              |
| 4. Aug. 2012  | 3    | Steelhead Ironman 70.3                | Benton Harbor  |          |                                                                                              |
| 23. Okt. 2011 | 2    | Ironman 70.3 Austin                   | Austin         | 04:34:40 | Zweite hinter ihrer Landsfrau Jessica Meyers                                                 |
| 15. Mai 2011  | 3    | 5150 New Orleans                      | New Orleans    |          | Der Bewerb musste witterungsbedingt ohne die Schwimmdistanz als Duathlon ausgetragen werden. |
| 13. Nov. 2010 | 1    | Ironman 70.3 World Championship 30–34 | Clearwater     | 04:25:23 | Schnellste Frau in der Altersgruppe 30–34                                                    |

(DNF – Did Not Finish)